# 菩安トンネル

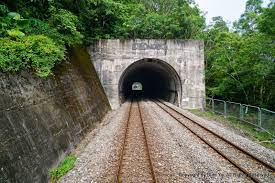
菩安トンネル（西側出口）

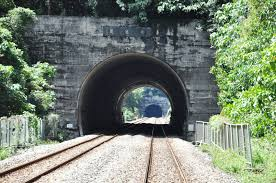
菩安トンネル（東側出口）

菩安トンネル（ぼあんトンネル）は、台湾台東県達仁郷にある台湾鉄路管理局南廻線のトンネルである。南廻線の中央信号場 - 古荘駅間にあり全長は139メートルである。

## 参照
- "南の鉄道プロジェクトへ戻る：国の14重要な建設"、台湾省政府交通省南鉄道工学庁、1992。
- エグゼクティブ・ユナイテッド、エグゼクティブ・ユナイテッドのエグゼクティブ・オフィサー、